# Pheemphapob Viriyachanchai
Pheemphapob Viriyachanchai (thailändisch ภีมปภพ วิริยะชาญชัย, * 13. August 1999), auch als Wu bekannt, ist ein thailändischer Fußballspieler.

## Karriere
Pheemphapob Viriyachanchai stand bis Juli 2022 beim Drittligisten Chamchuri United FC unter Vertrag. Wo er vorher gespielt hat, ist unbekannt. Mit dem Verein aus der Hauptstadt Bangkok spielte er in der Bangkok Metropolitan Region. Mitte Juli 2022 wechselte er in die zweite Liga. Hier schloss er sich dem ebenfalls in Bangkok beheimateten Customs United FC an. Sein Zweitligadebüt gab Pheemphapob Viriyachanchai am 19. August 2022 (2. Spieltag) im Heimspiel gegen den Chainat Hornbill FC. Hier wurde er in der 79. Minute für Kittiwut Bouloy eingewechselt. Customs gewann das Spiel durch einen Hattrick von Phodchara Chainarong mit 3:2. Mit dem Verein aus Samut Prakan wurde man am Ende der Saison 2022/23 Tabellendritter und qualifizierte sich somit für die Aufstiegsspiele zur ersten Liga. Hier musste man sich jedoch im Finale gegen den Uthai Thani FC geschlagen geben. Nach einer Spielzeit verließ er den Verein und schloss sich im Sommer 2023 dem Bangkoker Drittligisten North Bangkok University FC an. Mit dem Klub spielte er in der Bangkok Metropolitan Region der Liga. Am Ende der Saison 2023/24 wurde er mit dem Verein Vizemeister der Region. In den Aufstiegsspielen zur zweiten Liga konnte man sich jedoch nicht durchsetzen. Zu Beginn der Saison 2024/25 wechselte er im Juli 2024 zum Zweitligisten Samut Prakan City FC. Für den Verein aus Samut Prakan bestritt er 14 Ligaspiele. Im Dezember 2024 wechselte er zum Erstligisten Nakhon Pathom United FC. Am Ende der Saison 2024/25 belegte er mit Nakhon Pathom den vorletzten Tabellenplatz und musste somit in die zweite Liga absteigen.